# Миодраг Йованович (1922)
Миодраг "Минда" Йованович (серб. Миодраг Joвaнoвић - Минда, 17 січня 1922, Белград — 14 грудня 2009) — югославський футболіст, що грав на позиції захисника, зокрема, за клуб «Партизан», а також національну збірну Югославії. По завершенні ігрової кар'єри — тренер.
Дворазовий Чемпіон Югославії. Триразовий володар Кубка Югославії. 

## Клубна кар'єра
У футболі дебютував 1946 року виступами за команду «Металац», в якій провів один сезон, зігравши у дев'яти поєдинках. 
1947 року перейшов до клубу «Партизан», за який відіграв 9 сезонів. За цей час двічі виборов титул чемпіона Югославії і тричі став володарем Кубка Югославії. Завершив професійну кар'єру футболіста виступами за команду «Партизан» у 1956 році.

## Виступи за збірну
1947 року дебютував в офіційних матчах у складі національної збірної Югославії. Протягом кар'єри у національній команді провів у її формі 25 матчів.
У складі збірної був учасником  футбольного турніру на Олімпійських іграх 1948 року у Лондоні, де разом з командою здобув «срібло», чемпіонату світу 1950 року у Бразилії, де зіграв зі Швейцарією (3-0), з Мексикою (4-1) і з Бразилією (0-2). 

## Кар'єра тренера
Закінчивши тренерську школу в 1959 році, з 1961 по 1967 рік він був тренером в Ізраїлі. 
Повернувшись в Югославію, 1967 року очолив тренерський штаб клубу «Олімпія» (Любляна).
Протягом тренерської кар'єри також очолював команди «Будучност» (Печ) та «Млади Радник».
Останнім місцем тренерської роботи був клуб «Партизан», головним тренером команди якого Миодраг Йованович був з 1971 по 1979 рік.
Помер 14 грудня 2009 року на 88-му році життя.

## Титули і досягнення
- Чемпіон Югославії (2):

«Партизан»: 1946-1947, 1948-1949
- Володар Кубка Югославії (3):

«Партизан»: 1947, 1952, 1954
- Срібний олімпійський призер: 1948